# Кантон (Техас)
Кантон (англ. Canton) — город в США, расположенный в северо-восточной части штата Техас, административный центр округа Ван-Зандт. По данным переписи за 
2010 год число жителей составляло 3581 человек, по оценке Бюро переписи США в 2016 году в городе проживало 3836 человек.

## История

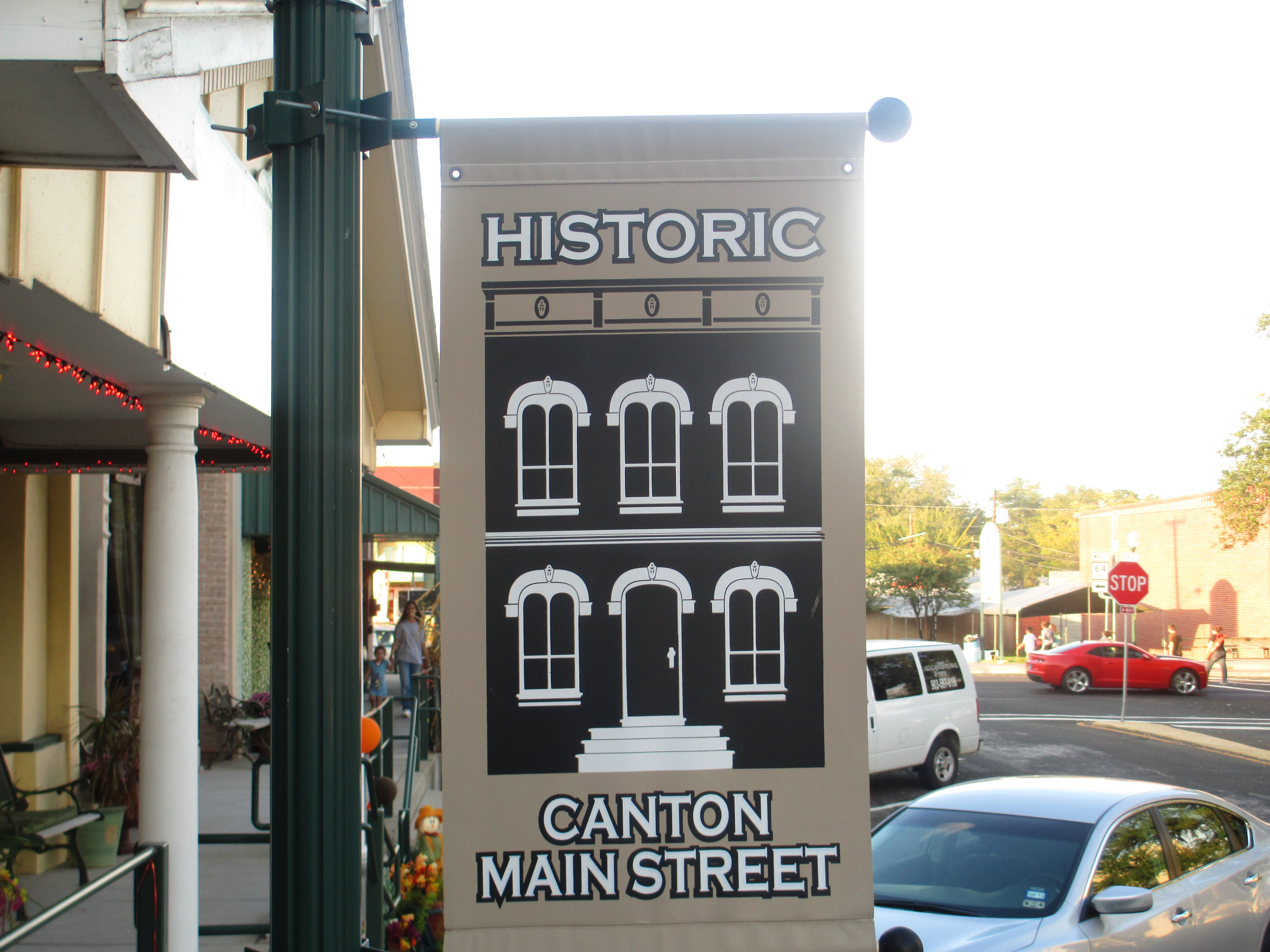
Баннер исторического центра Кантона

Город был размечен ещё в 1840 году, однако реальное строительство не начиналось вплоть до 1850 года, когда из округа Смит переехали жители Олд-Кантона. Они и назвали новую общину Кантоном. В том же году было открыто почтовое отделение. Построенная в 1872 году железная дорога Texas and Pacific Railway прошла в 15 километрах от Кантона и жители соседнего Уилс-Поинта убедили власти округа перенести административный центр в их город. В 1877 году вооружённые жители Кантона пришли в Уилс-Поинт, чтобы перевезти архив записей округа назад. Судье округа пришлось призвать на помощь губернатора штата. Позже верховный суд Техаса оставил Кантон центром округа. После инцидента бизнесмены города, не желавшие пользоваться железной дорогой в Уилс-Поинте, построили отдельную ветку.
Первая школа Canton Academy была построена в 1853 году. В 1860 году начался выпуск первой газеты округа, Canton Weekly Times. К 1890 году в городе работали мукокольные мельницы, лесопилки, машины по очистке хлопка, а также банк. Железная руда и антрацитовый уголь были открыты в регионе в 1887 и 1891 годах соответственно. Известные грабители Бонни и Клайд некоторое время жили в отеле Dixie, построенном в Кантоне в 1915 году. В 1919 году город получил устав, выбрал мэра и начал формировать органы местного управления. Несмотря на Великую депрессию, открытое рядом с городом в 1929 году нефтяное месторождение позволило городу развиваться дальше.

## География
Кантон находится в центральной части округа, его координаты: 32°33′15″ с. ш. 95°51′49″ з. д..
Согласно данным бюро переписи США, площадь города составляет около 16,5 км2, из которых 15,3 км2 занято сушей, а 1,2 км2 — водная поверхность.

### Климат
Согласно классификации климатов Кёппена, в Кантоне преобладает влажный субтропический климат (Cfa).
| Показатель                    | Янв.  | Фев.  | Март  | Апр. | Май   | Июнь | Июль | Авг. | Сен. | Окт.  | Нояб. | Дек.  |
| ----------------------------- | ----- | ----- | ----- | ---- | ----- | ---- | ---- | ---- | ---- | ----- | ----- | ----- |
| Абсолютный максимум, °C       | 31,1  | 36,1  | 34,4  | 36,7 | 37,8  | 42,8 | 45   | 46,1 | 43,3 | 37,8  | 32,8  | 29,4  |
| Средний суточный максимум, °C | 11    | 14    | 19    | 23   | 27    | 31   | 34   | 34   | 31   | 25    | 18    | 13    |
| Средний суточный минимум, °C  | −1    | 2     | 6     | 10   | 16    | 19   | 21   | 21   | 17   | 12    | 6     | 1     |
| Абсолютный минимум, °C        | −18,3 | −17,2 | −12,2 | −5,6 | 2,2   | 9,4  | 14,4 | 12,8 | 3,3  | −5,6  | −10,6 | −18,9 |
| Норма осадков, мм             | 78,7  | 81,8  | 95    | 93,5 | 120,4 | 113  | 54,9 | 57,4 | 86,1 | 121,4 | 107,4 | 99,8  |
| Источник: intellicast.com     |       |       |       |      |       |      |      |      |      |       |       |       |

## Население
Согласно переписи населения 2010 года в городе проживал 3581 человек, было 1383 домохозяйства и 902 семьи. Расовый состав города: 91,1 % — белые, 2,3 % — афроамериканцы, 1,1 % — 
коренные жители США, 1 % — азиаты, 0,1 % (4 человека) — жители Гавайев или Океании, 1,8 % — другие расы, 2,6 % — две и более расы. Число испаноязычных жителей любых рас составило 7,3 %.
Из 1383 домохозяйств, в 34,8 % живут дети младше 18 лет. 46 % домохозяйств представляли собой совместно проживающие супружеские пары (19,1 % с детьми младше 18 лет), в 13,7 % домохозяйств женщины проживали без мужей, в 5,6 % 
домохозяйств мужчины проживали без жён, 34,8 % домохозяйств не являлись семьями. В 31,5 % домохозяйств проживал только один человек, 18 % составляли одинокие пожилые люди (старше 65 лет). Средний размер домохозяйства составлял 2,39 человека. Средний размер семьи — 2,96 человека.
Население города по возрастному диапазону распределилось следующим образом: 25,7 % — жители младше 20 лет, 25,8 % находятся в возрасте от 20 до 39, 26,9 % — от 40 до 64, 21,5 % — 65 лет и старше. Средний возраст составляет 39 лет.
Согласно данным опросов пяти лет с 2012 по 2016 годы, средний доход домохозяйства в Кантоне составляет 41 250 долларов США в год, средний доход семьи — 52 195 долларов. Доход на душу населения в городе составляет 23 552 доллара. Около 9,3 % семей и 17,4 % населения находятся за чертой бедности. В том числе 15,9 % в возрасте до 18 лет и 13,9 % старше 65 лет.

## Местное управление

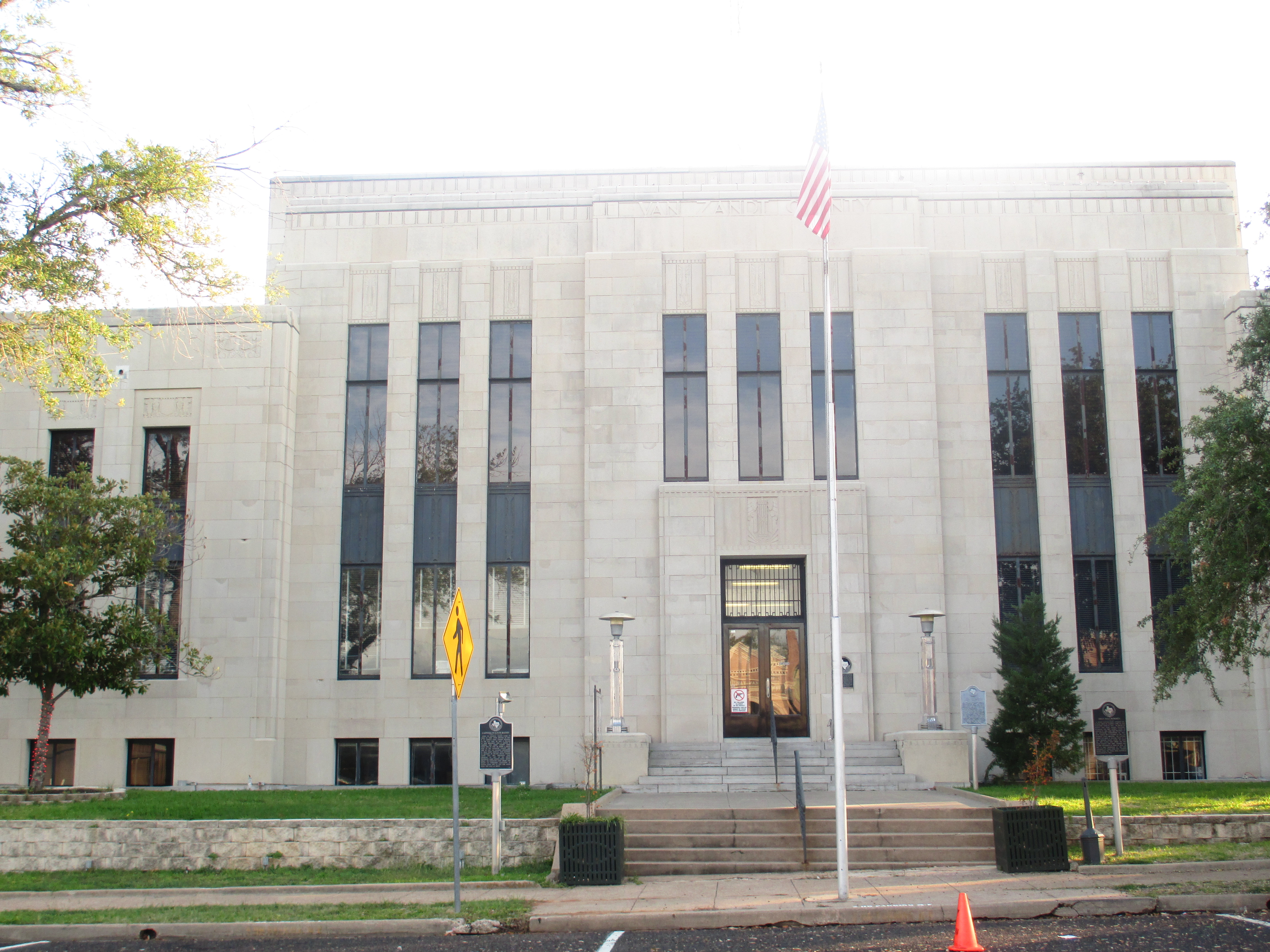
Здание суда окоуга Ван-Зандт в Кантоне

Управление городом осуществляется мэром и городским советом, состоящим из 5 человек, избирающихся сроком на 2 года каждый. Один из членов совета назначается заместителем мэра.
Другими важными должностями, на которые происходит наём сотрудников, являются:
- Сити-менеджер
  - Помощник сити-менеджера
- Городской секретарь
- Финансовый директор
- Шеф пожарной охраны
- Шеф полиции
- Муниципальный судья

## Инфраструктура и транспорт

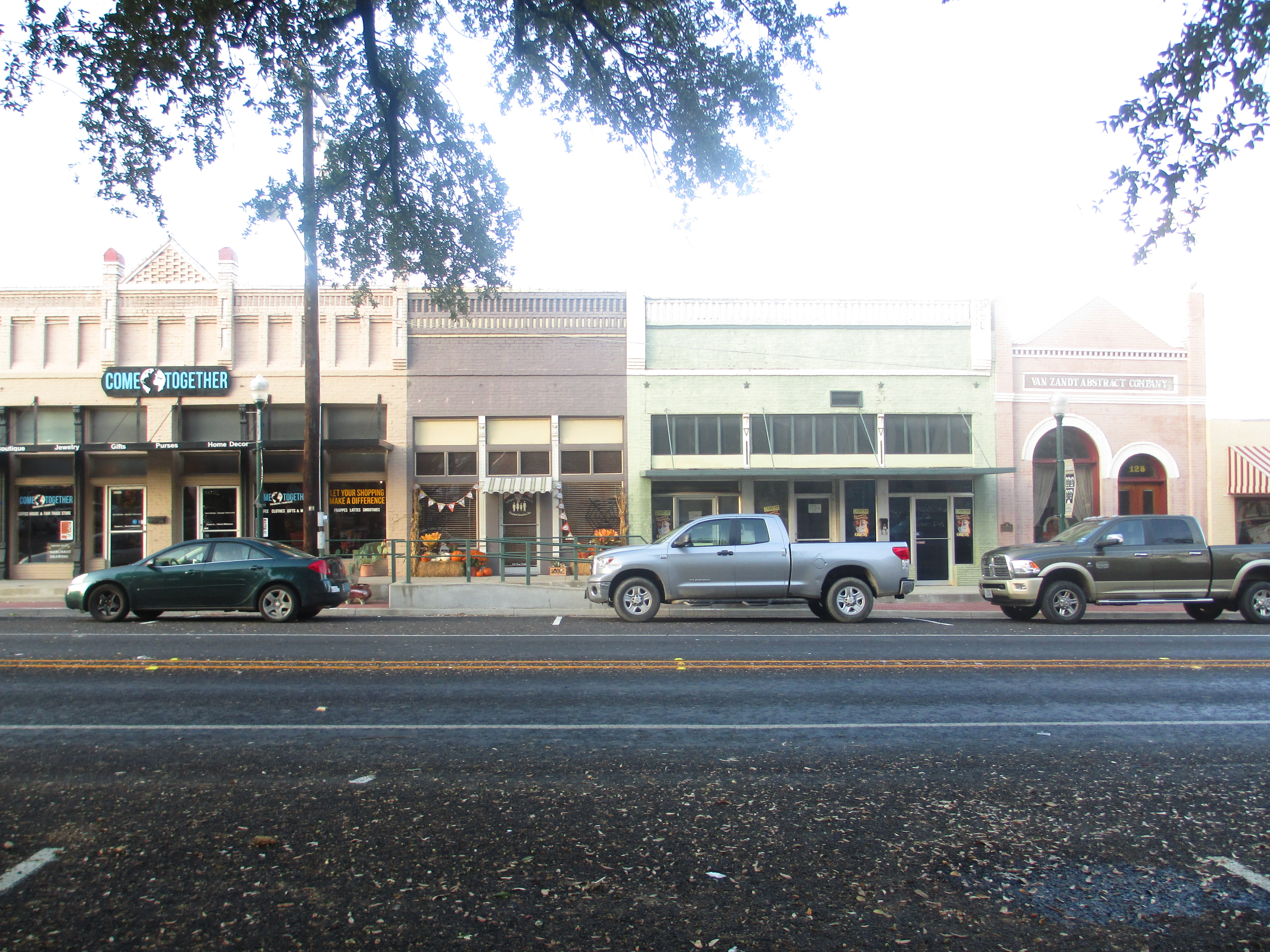
Центральная часть города, напротив здания суда

Основными автомагистралями, проходящими через Кантон, являются:
- межштатная автомагистраль I-20 идёт с северо-запада от Далласа на юго-восток к Тайлеру.
- автомагистраль 19 штата Техас идёт с севера от Эмори на юг к Атенсу.
- автомагистраль 64 штата Техас идёт с северо-запада от Уилс-Поинта на юго-восток к Тайлеру.
- автомагистраль 198 штата Техас начинается в Кантоне и идёт на юго-запад к Мабанку.
- автомагистраль 243 штата Техас начинается в Кантоне и идёт на восток к Кауфману.

В городе располагается аэропорт Кантон—Хакни. Аэропорт располагает одной взлётно-посадочной полосой длиной 1143 метра. Ближайшим аэропортом, выполняющим коммерческие рейсы, является региональный аэропорт Тайлер-Паундс. Аэропорт находится примерно в 50 километрах к востоку от Кантона.

## Образование
Город обслуживается независимым школьным округом Кантон.

## Экономика
Согласно финансовому отчёту города за 2016 финансовый год, Кантон владел активами на $44,94 млн, долговые обязательства города составляли $9,6 млн. Доходы  города за 2016 финансовый год составили $10,81 млн, а расходы — примерно $9,34 млн.
Основными работодателями в городе являются:
| Работодатель                                         | Число работников |
| ---------------------------------------------------- | ---------------- |
| Walmart                                              | 330              |
| Независимый школьный округ Кантон                    | 294              |
| Округ Ван-Зандт                                      | 229              |
| Дом престарелых и реабилитационный центр Canton Oaks | 93               |
| Zanbaka USA                                          | 84               |
| Город Кантон                                         | 83               |
| Brookshire's                                         | 75               |
| Winning Strategies                                   | 73               |
| EPIC Industrial, Inc.                                | 50               |
| CHRISTUS Trinity Mother Frances                      | 49               |
| Splash Kingdom                                       | 49               |

## Отдых и развлечения

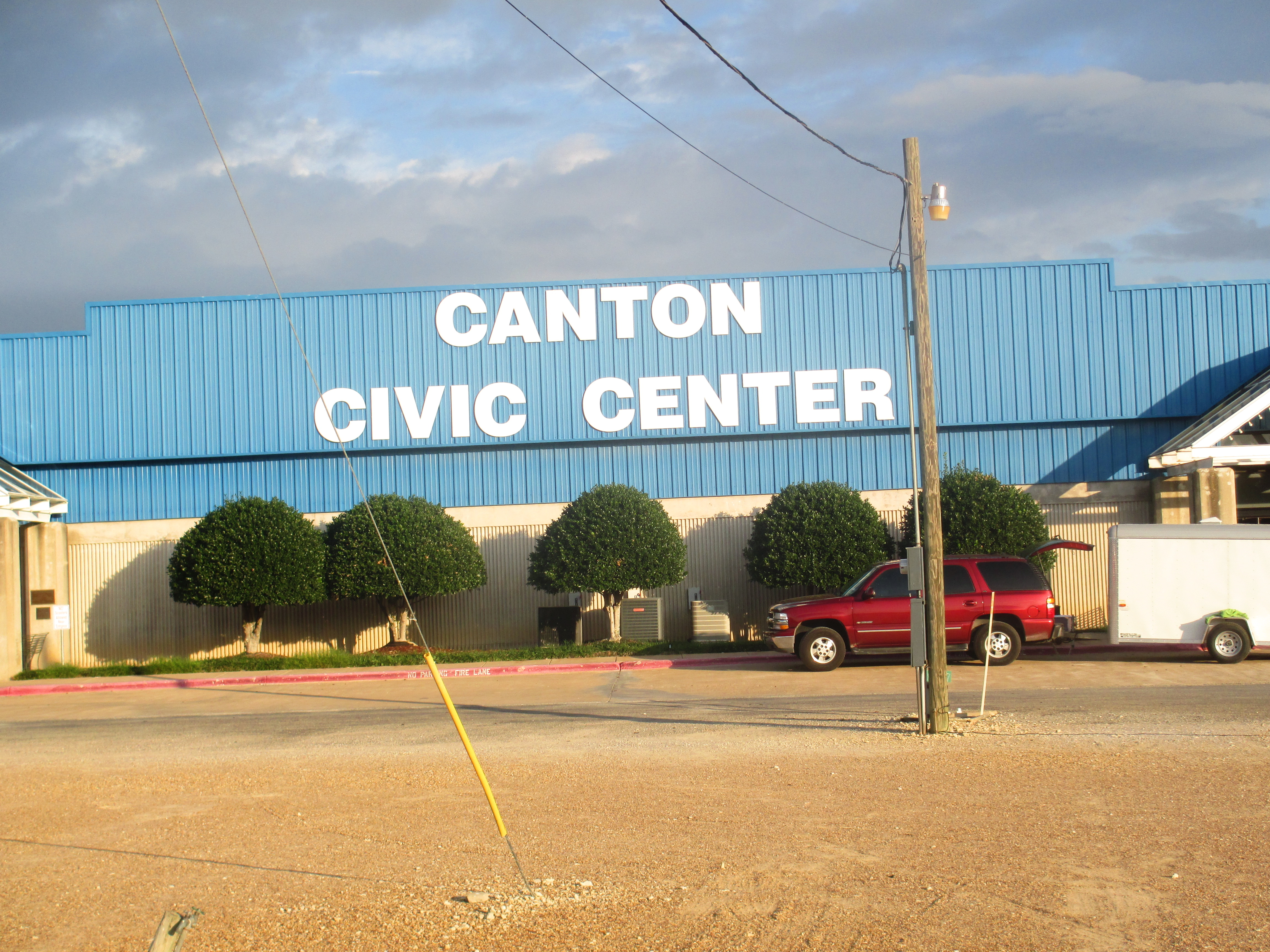
Центр Canton Civic в котором проходит блошиный рынок First Monday Trade Days

В Кантоне проходит блошиный рынок первого понедельника, ежемесячная традиция, по которой в город съезжается до 300 000 человек для обмена и торговли мелких товаров.
Ежегодно в августе в городе проходят ярмарка и родео округа Ван-Зандт.